# Аснави Мангуалам
Аснави Мангуалам Бахар (на индонезийски: Asnawi Mangkualam Bahar) е индонезийски футболист – центален защитник, състезател на тайландския Порт и Националния отбор на Индонезия. Участник в Купата на Азия през 2023 където бележи гола срещу Виетнам при победата с 1:0.

## Успехи
ПСМ Макасар
- Купа на Индонезия
  - Носител (1): 2018/19

 Индонезия до 16 г.
- Шампионат на Югоизточна Азия до 16 г.
  - Второ място (1): 2013

 Индонезия до 19 г.
- Шампионат на Югоизточна Азия до 19 г.
  - Бронзов медалист (2): 2017, 2018

 Индонезия до 19 г.
- Игри на SEA
  - Сребърен медалист (1): 2019
  - Бронзов медалист (2): 2017, 2921
- Шампионат на Югоизточна Азия до 23 г.
  - Шампион (1): 2019